# Kloster Berich
Koordinaten: 51° 11′ 47″ N, 9° 2′ 2″ O

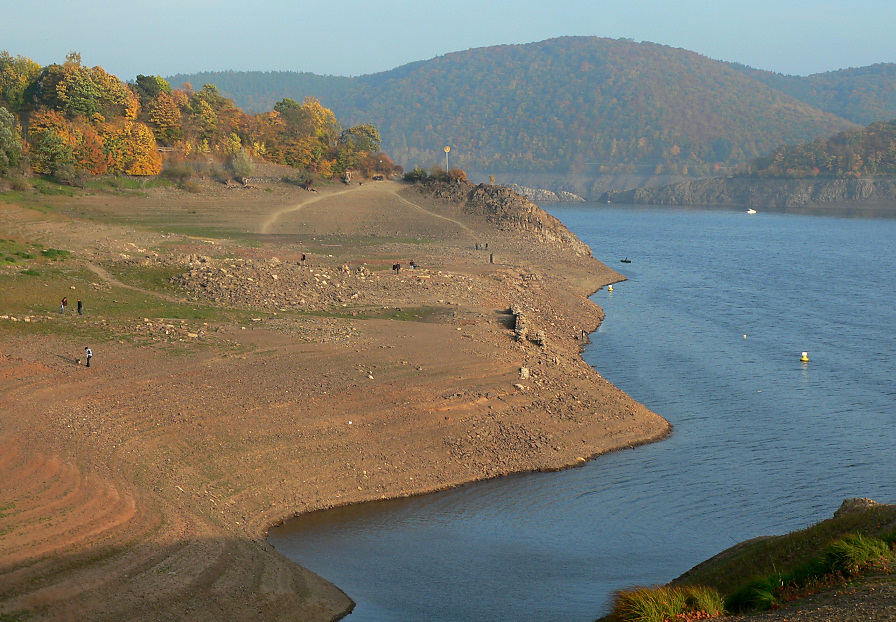
Frühere Dorfstelle von Berich im Edersee (bei Tiefstand im September 2008); in der Bildmitte Reste der Dorfkirche als Steinhaufen, rechts am Hang Mauerreste des früheren Klosters

Das ehemalige Kloster Berich ist heute eine im angestauten Edersee versunkene Ruine, die im ebenfalls untergegangenen Dorf Berich im heutigen Landkreis Waldeck-Frankenberg in Nordhessen stand.

## Geschichte
Das Kloster wurde 1196 von dem Edlen Engolf (Engelolph, Egelolf), Graf von Battenberg, als Benediktinerinnen-Kloster gegründet, im gleichen Jahr von Erzbischof Konrad I. von Mainz in besonderen Schutz genommen und 1205 von König Philipp bestätigt. Die Anlage befand sich etwa 2,5 Kilometer südwestlich des Waldecker Schlosses auf einer schmalen Anhöhe über dem Nordufer der Eder. Die gotische Klosterkirche wurde im 13. Jahrhundert errichtet.
Wie alle Frauenklöster der Zeit diente auch Berich vor allem zur Versorgung unverheirateter Töchter des Adels und erhielt zu diesem Zweck Schenkungen. So beurkundet zum Beispiel Graf Siegfried I. von Battenberg-Wittgenstein im Jahre 1243, dass Tammo von Beltershausen zum Unterhalt seiner Tochter Sophia dem Kloster Berich drei Höfe und eine Mühle in Beltershausen übereignet habe. Schon drei Jahre zuvor wird bekundet, dass derselbe Tammo dem Kloster Berich einen Hof in Mandern geschenkt habe, und im Jahre 1255 einigte er sich mit dem Kloster über die Zahlung von jährlichen Zinsen aus Mandern. Aus dem 14. Jahrhundert ist beurkundet, dass der Ritter Otto Hund aus Kirchberg am 27. Oktober 1303 dem Kloster die Hälfte von drei Hufen in Heimarshausen schenkte, und dass Hermann und Otto Hund sich am 29. Oktober 1356 mit Propst Reginhard, der Priorin Walburgis und dem Konvent des Klosters über die Rodung und Verpachtung eines mit Dorngestrüpp bewachsenen Geländes bei Altenstädt und Gerhardshausen einigten.
In vielen Klöstern, so auch in Berich, gab es im 15. Jahrhundert allgemeine Zerfallserscheinungen durch Überalterung, Rückgang der Zahl der Neueintritte und finanzielle Engpässe, und das Waldecker Grafenhaus bemühte sich um Reformen.  So untersuchte der Abt des Klosters Bursfelde, Johannes von Hagen († 1469), im Auftrag des Erzbischofs von Mainz und der Grafen von Waldeck 1459 die desolaten Verhältnisse des Klosters Berich. 1463 erfolgte eine Reformierung durch das Stift Böddeken bei Büren, die Umwandlung in ein Augustiner-Chorfrauen-Stift und die Angliederung an die Windesheimer Kongregation.

## Aufhebung
Nachdem 1526 die Reformation in der Grafschaft Waldeck eingeführt worden war, wurde das Kloster 1566, nach dem Tod der letzten Priorin, Anna von Weiters, aufgehoben. Es kam in den Besitz der Grafen von Waldeck und wurde als Meierei genutzt. Ab 1577 erhielt das von den Grafen errichtete Gymnasium in Korbach die Einkünfte. 1753 erfolgte die Umwandlung in ein Dorf, genannt Berich, in dem zunächst zehn Kolonistenfamilien angesiedelt wurden. Das Dorf, das im Jahre 1905 134 Einwohner hatte, musste beim Bau der Edertalsperre (1908–1914) aufgegeben werden, da es beim Einfluten der Talsperre im Wasser des Sees unterging.

## Kirche
Die Klosterkirche wurde ab 1544 als evangelische Kirche genutzt. Eine heute in der ev. Kirche zu Neu-Berich hängende Schrifttafel bezeugt einen Kirchenumbau im Jahr 1699. Nach 1766 war Berich ein Filial von Netze, einem heutigen Ortsteil der Stadt Waldeck. In den Jahren 1912 bis 1914, vor dem Einfluten des Edersees, wurde die Kirche zum Teil abgetragen und an der neuen Dorfstelle in Neu-Berich in alter Form, jedoch um zwei Joche verkürzt, wieder aufgebaut. Die Steine um die Fenster und um das Portal wurden von den Dorfbewohnern sorgfältig abgebaut, nummeriert und mit Ochsen- und Pferdewagen nach Neu-Berich gebracht. Dies geschah ebenso mit Türen, Fenstern, Fußboden, Orgel und Altar. Die Kosten für den Wiederaufbau beliefen sich auf 20.000 Mark. Der spätgotische Marienaltar der alten Klosterkirche steht heute in der wiedererrichteten Kirche in Neu-Berich. Er stammt aus der Zeit um 1520. Seine Herkunft ist schwer belegbar; wahrscheinlich gehört er zur Waldeckischen Schule.